# Malpaís de la Arena
Malpaís de la Arena är en park i Spanien.   Den ligger i provinsen Provincia de Las Palmas och regionen Kanarieöarna, i den sydvästra delen av landet, 1 600 km sydväst om huvudstaden Madrid. Malpaís de la Arena ligger 277 meter över havet.
Terrängen runt Malpaís de la Arena är kuperad söderut, men norrut är den platt. Malpaís de la Arena ligger uppe på en höjd.Runt Malpaís de la Arena är det ganska tätbefolkat, med 54 invånare per kvadratkilometer. Närmaste större samhälle är La Oliva, 3,2 km söder om Malpaís de la Arena. Omgivningarna runt Malpaís de la Arena är i huvudsak ett öppet busklandskap.